# Canciones del camarada errante

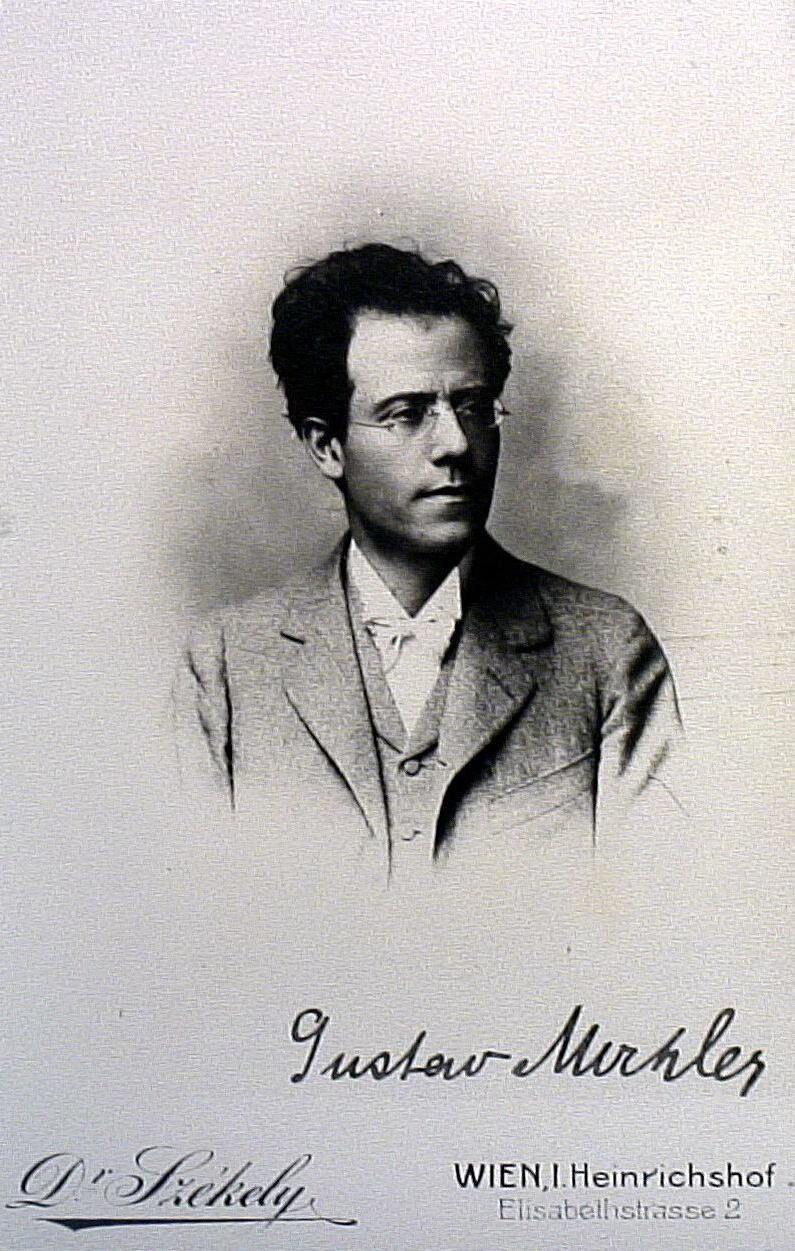
Gustav Mahler.

Canciones del camarada errante (en alemán: Lieder eines fahrenden Gesellen) es el primer ciclo de canciones compuesto por Gustav Mahler. Tiene versiones para voz y piano o acompañamiento orquestal.

## Planteamiento
Fueron compuestas entre 1884-85 y publicadas en 1897. Anteriormente Mahler compuso canciones para la cantata Das klagende Lied (El canto del lamento) y los Lieder und Gesänge aus der Jugendzeit (Canciones y aires del tiempo de la juventud). 
Formalmente las Canciones del caminante (o Compañero de viaje) son las primeras concebidas como ciclo. El ciclo fue inspirado por el término de la infeliz relación amorosa con la soprano Johanna Richter, a quien conoció mientras ejercía como director de la Casa de Ópera en Kassel, Alemania.
Hay fuertes conexiones entre este trabajo y la Sinfonía n.º 1, siendo el primer tema de la segunda canción el tema del primer movimiento de dicha sinfonía y el verso final de la cuarta canción reaparece en la primera marcha fúnebre de la misma.
Son interpretadas con piano u orquesta generalmente por barítono o mezzosoprano. Algunas versiones prestigiosas de la obra son las del barítono alemán Dietrich Fischer-Dieskau (con Furtwängler en 1952 y Rafael Kubelík en 1968), Janet Baker (con John Barbirolli, 1967) y Thomas Hampson (con Leonard Bernstein, 1990)

## Canciones del ciclo

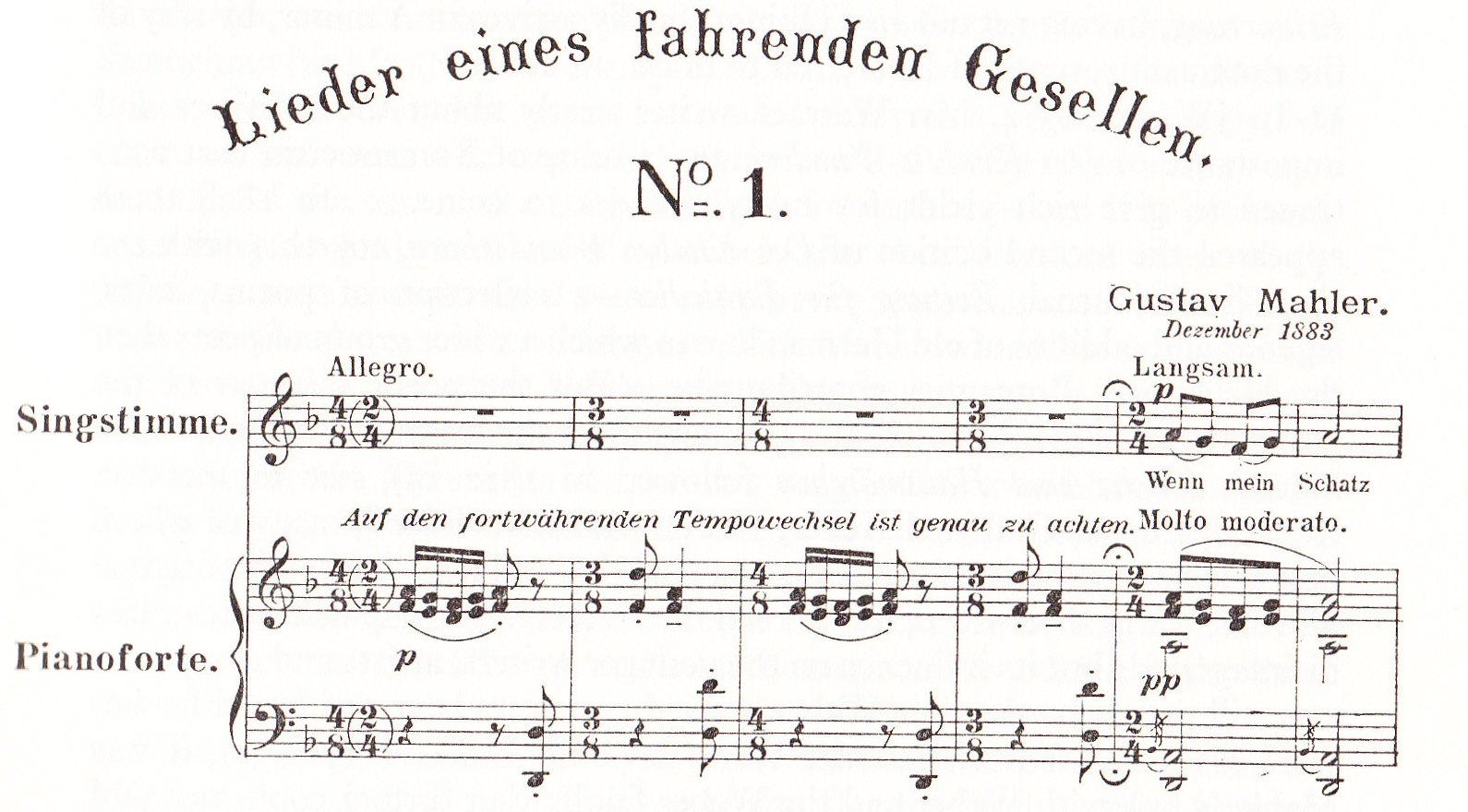
Primeros compases de la primera edición de la obra (1897).

### Wenn mein Schatz Hochzeit macht
Cuando mi amada tenga su día de bodas
El primer movimiento analiza el dolor del caminante al perder su amor que se casa con otro. El caminante comenta la belleza del mundo que lo rodea, pero eso no puede evitar que tenga sueños tristes. La textura orquestal es agridulce, utilizando instrumentos de doble lengüeta, clarinetes y cuerdas. Comienza en re menor y termina en sol menor.

Wenn mein Schatz Hochzeit macht,
Fröhliche Hochzeit macht,
Hab' ich meinen traurigen Tag!
Geh' ich in mein Kämmerlein,
Dunkles Kämmerlein,
Weine, wein' um meinen Schatz,
Um meinen lieben Schatz!

Blümlein blau! Verdorre nicht!
Vöglein süß!
Du singst auf grüner Heide.
Ach, wie ist die Welt so schön!
Ziküth! Ziküth!

Singet nicht! Blühet nicht!
Lenz ist ja vorbei!
Alles Singen ist nun aus!
Des Abends, wenn ich schlafen geh',
Denk'ich an mein Leide!
An mein Leide!
Cuando mi amada tenga su día de bodas,
su alegre día de bodas,
¡Yo tendré mi día de pesares!
iré a mi pequeño cuarto,
mi cuarto pequeño y oscuro,
y lloraré, lloraré por mi amada,
¡por mi más amada!

¡Flor azul! ¡No te marchites!
¡Dulce pajarito
canta sobre el verde brezal!
¡Ay!¿Cómo puede el mundo ser tan bello?
¡Pío!¡Pío!

¡No cantes! ¡no florezcas!
La primavera ha terminado.
Todo el canto debe ya terminarse.
en la noche, cuando voy a dormir,
Pienso en mi pena,
¡en mi pena!

### Ging heut Morgen übers Feld
Fui esta mañana al campo
El segundo movimiento contiene la música más alegre de la obra. De hecho, es un canto de alegría y asombro ante la belleza de la naturaleza en aspectos simples como el canto de los pájaros y el rocío sobre la hierba. "¿No es un mundo encantador?" es el estribillo. Sin embargo, al final se le recuerda al Caminante que, a pesar de esta belleza, su felicidad ya no florecerá ahora que su amor se ha ido. Este movimiento está orquestado con delicadeza, haciendo uso de cuerdas altas y flautas, así como un gran empleo del triángulo. La melodía de este movimiento, así como gran parte de la orquestación, fue posteriormente reutilizada por Mahler y se convirtió en el tema 'A' del primer movimiento de su Sinfonía n.° 1. Comienza en re mayor y termina en fa sostenido mayor.

Ging heut morgen übers Feld,
Tau noch auf den Gräsern hing;
Sprach zu mir der lust'ge Fink:
"Ei du! Gelt? Guten Morgen! Ei gelt? 
Du! Wird's nicht eine schöne Welt?
Zink! Zink! Schön und flink!
Wie mir doch die Welt gefällt!"

Auch die Glockenblum' am Feld
Hat mir lustig, guter Ding',
Mit den Glöckchen, klinge, kling,
Ihren Morgengruß geschellt:
"Wird's nicht eine schöne Welt?
Kling, kling! Schönes Ding!
Wie mir doch die Welt gefällt! Heia!"

Und da fing im Sonnenschein
Gleich die Welt zu funkeln an;
Alles Ton und Farbe gewann
Im Sonnenschein!
Blum' und Vogel, groß und Klein!
"Guten Tag,
ist's nicht eine schöne Welt?
Ei du, gelt? Schöne Welt!"

Nun fängt auch mein Glück wohl an?
Nein, nein, das ich mein',
Mir nimmer blühen kann!
Caminé a través de los campos esta mañana;
el rocío aún pende de cada hoja de grama.
El pinzón alegre me habló:
"¡Hey! ¿No está?¡Buenos días!¿No está?
¡Tú! ¿No está volviéndose un mundo maravilloso?
¡Pío!¡Pío!¡Hermoso y claro!
¡Este mundo me deleita tanto!"

También, las campánulas azules en el campo
alegremente con buenos espíritus
tañían para mi con campanas (din,din)
su saludo matutino:
"¿no se está convirtiendo en un mundo maravilloso?
¡Din, din! ¡Hermosura!
¡Este mundo me deleita tanto!"

Y entonces, bajo los rayos del sol,
el mundo repentinamente comenzó a resplandecer;
todo se llenó de sonido y color
¡a la luz del sol!
¡Flores y pájaros, grandes y pequeños!
"Buenos días,
¿no es acaso un mundo maravilloso?
Hey, ¿no es?¿Un mundo maravilloso?

¿También mi felicidad empezará ahora?
No, no - quiero decir, la felicidad
¡nunca puede florecer!

### Ich hab'ein glühend Messer
Tengo un brillante cuchillo
El tercer movimiento es una muestra completa de desesperación. El Caminante compara su agonía de amor perdido con tener un cuchillo real atravesando su corazón. Se obsesiona hasta el punto en que todo lo que hay en el entorno le recuerda algún aspecto de su amor, y desearía tener el cuchillo a mano.  Pero este no es solo un cuchillo de aspecto brillante ("reluciente"), sino uno que quema. La música es intensa y estimulante, adecuada a la naturaleza agonizante de la obsesión del Caminante. Comienza en re menor y termina en mi bemol menor.

Ich hab' ein glühend Messer,
Ein Messer in meiner Brust,
O weh! Das schneid't so tief
In jede Freud' und jede Lust.
Ach, was ist das für ein böser Gast!
Nimmer hält er Ruh', nimmer hält er Rast,
Nicht bei Tag, noch bei Nacht, wenn ich schlief.
O Weh!
Wenn ich in dem Himmel seh',
Seh' ich zwei blaue Augen stehen.
O Weh! Wenn ich im gelben Felde geh',
Seh' ich von fern das blonde Haar
Im Winde wehn.
O Weh!
Wenn ich aus dem Traum auffahr'
Und höre klingen ihr silbern' Lachen,
O Weh!
Ich wollt', ich läg auf der schwarzen Bahr',
Könnt' nimmer die Augen aufmachen!
Tengo un cuchillo al rojo vivo,
clavado en mi corazón.
¡Pobre de mí! Corta en lo más profundo
cada alegría y placer.
¡Ay, qué huésped tan malvado!
Nunca descansa ni ceja,
ni de día ni de noche, me deja dormir.
¡Pobre de mí! ¡Pobre de mí!
Cuando levanto la mirada al cielo
veo dos ojos azules.
¡Pobre de mí! ¡Pobre de mí!
Cuando camino por el campo amarillo,
a lo lejos veo su cabello rubio ondear en el viento.
¡Pobre de mí! ¡Pobre de mí!
Cuando despierto de un sueño
y escucho el tintineo de su risa de plata,
¡Pobre de mí! ¡Pobre de mí!
¡Ojalá estuviese en mi ataúd!
¡Ojalá no volviera a abrir ya mis ojos!

### Die zwei blauen Augen von meinem Schatz
Los dos ojos azules de mi amada
El movimiento final culmina en una resolución. La música, también reutilizada en la Primera Sinfonía (en el movimiento lento), es tenue y suave, lírica y, a menudo, recuerda a un coral en sus armonías. Su título trata de cómo la imagen de esos ojos ha causado tanto dolor al Caminante que ya no puede soportar estar en el entorno. Describe acostarse debajo de un tilo, encontrar descanso por primera vez y dejar que las flores caigan sobre él; y de alguna manera (más allá de su propia comprensión) todo volvió a estar bien: "¡Todo: amor y dolor, y mundo, y sueño!" Comienza en mi menor y termina en fa menor.

Die zwei blauen Augen von meinem Schatz,
Die haben mich in die weite Welt geschickt.
Da mußt ich Abschied nehmen vom allerliebsten Platz!
O Augen blau, warum habt ihr mich angeblickt?
Nun hab' ich ewig Leid und Grämen.
Ich bin ausgegangen in stiller Nacht
Wohl über die dunkle Heide.
Hat mir niemand Ade gesagt.
Ade! Mein Gesell' war Lieb' und Leide!
Auf der Straße steht ein Lindenbaum,
Da hab' ich zum ersten Mal im Schlaf geruht!
Unter dem Lindenbaum, 
Der hat seine Blüten über mich geschneit,
Da wußt' ich nicht, wie das Leben tut,
War alles, alles wieder gut!
Alles! Alles, Lieb und Leid
Und Welt und Traum!
Los ojos azules de mi amor 
me han llevado a otro mundo más grande.
¡Tuve que dejar este entrañable lugar!
¡Oh, ojos azules! ¿Por qué tuvisteis que mirarme?
 Ahora tengo la tristeza y la pena eterna
 Salí a caminar en la noche tranquila
en lo profundo del monte oscuro.
Nadie vino a despedirme.
¡Adiós! ¡El amor y la tristeza son mi única compañía!
Ahí, junto al camino, hay un tilo.
¡Y ahí por vez primera encontré el descanso en el sueño!
Bajo el tilo que nevaba
sus flores sobre mí.
¡No supe cómo la vida continuaba,
y todo estaba bien otra vez!
¡Todo! ¡Todo, el amor y la tristeza
y el mundo y el sueño!

## Discografía de referencia
- Dietrich Fischer-Dieskau, Philharmonia Orchestra, Wilhelm Furtwängler, 1952.
- Kirsten Flagstad, Wiener Philharmoniker, Adrian Boult, 1957.
- Christa Ludwig, Philharmonia Orchestra, Adrian Boult, 1958.
- Maureen Forrester, Boston Symphony Orchestra, Charles Munch, 1958.
- Dietrich Fischer-Dieskau, Paul Kletzki, París 1962 (DVD).
- Janet Baker, Manchester Hallé Orchestra, John Barbirolli, 1967. Referencia
- Dietrich Fischer-Dieskau, Leonard Bernstein, piano, 1968.
- Dietrich Fischer-Dieskau, Symphonie-Orchester des Bayerischen Rundfunks, Rafael Kubelík, 1968. Referencia
- Dietrich Fischer-Dieskau, Karl Engel, piano, 1970.
- Yvonne Minton, Chicago Symphony Orchestra, Georg Solti, 1970.
- Hermann Prey, Concertgebouworkest, Ámsterdam, Bernard Haitink, 1970.
- Dietrich Fischer-Dieskau, Daniel Barenboim, piano, 1978.
- Marilyn Horne, Los Angeles Philharmonic Orchestra, Zubin Mehta, 1978.
- Frederica von Stade, London Philharmonic Orchestra, Andrew Davis, 1978. Referencia
- Janet Baker, Geoffrey Parsons, 1983.
- Brigitte Fassbaender, Philharmonia Orchestra, Giuseppe Sinopoli, 1985.
- Dietrich Fischer-Dieskau, Berliner Philharmoniker, Daniel Barenboim, 1988.
- Brigitte Fassbaender, Radio-Symphonie-Orchester Berlín, Riccardo Chailly, 1988.
- Jessye Norman, Berliner Philharmoniker, Bernard Haitink, 1989. Referencia
- Andreas Schmidt, Cincinnati Symphony Orchestra, Jesús López Cobos, 1990.
- Thomas Hampson, Vienna Philharmonic Orchestra, Leonard Bernstein, 1990. Referencia
- Thomas Hampson, Philharmonia Orchestra, Luciano Berio
- Thomas Hampson, Wolfram Rieger, piano
- Thomas Hampson, London Philharmonic Orchestra, Klaus Tennstedt.
- Margaret Price, Thomas Dewey
- Anne Sofie von Otter, NDR-Sinfonieorchester, John Eliot Gardiner, 1995.
- Frederica von Stade, Atlanta Symphony Orchestra, Yoel Levi, 1998.
- Bernarda Fink, Martin Turnovsky, Bayerisches Landesjugendorchester.
- Christopher Maltman, Philharmonia Orchestra, Benjamin Zander.
- Thomas Quasthoff, Wiener Philharmoniker, Pierre Boulez.